# Rejon zwinogródzki (1923–2020)
Rejon zwinogródzki – była jednostka administracyjna wchodząca w skład obwodu czerkaskiego Ukrainy.
Rejon został utworzony w 1923 r. i miał powierzchnię 1010  km², liczył około 44 002 mieszkańców. Siedzibą władz rejonu była Zwinogródka.

## Miejscowości rejonu
- Bahacziwka (Багачівка)
- Barwinok (Барвінок)
- Borowykowe (Боровикове)
- Budyszcze (Будище)
- Chłypniwka (Хлипнівка)
- Czemeryćke (Чемериське)
- Czyczyrkoziwka (Чичиркозівка)
- Czyżiwka (Чижівка)
- Demkowe (Демкове)
- Hnyłeć (Гнилець)
- Hudziwka (Гудзівка)
- Husakowe (Гусакове)
- Jurkiwka[2] (Юрківка)
- Jurkowe (Юркове)
- Kniaża (Княжа)
- Kobylaky (Кобиляки)
- Kononowe-Iwasiw (Кононове-Івасів)
- Kozaćke (Козацьке)
- Majdaniwka (Майданівка)
- Morynci (Моринці)
- Murzynci (Мурзинці)
- Mychajliwka (Михайлівка)
- Myzyniwka (Мизинівка)
- Nemoroż (Неморож)
- Ołeksandriwka (Олександрівка)
- Ozirna (Озірна)
- Pawliwka (Павлівка)
- Pedyniwka (Пединівка)
- Popiwka (Попівка)
- Ryzyne (Ризине)
- Ryżaniwka (Рижанівка)
- Stara Buda (Стара Буда)
- Stebne (Стебне)
- Steciwka (Стецівка)
- Szampanija (Шампанія)
- Szewczenkowe (Шевченкове)
- Tarasiwka (Тарасівка)
- Wilchoweć (Вільховець)
- Wodianyky (Водяники)
- Zwinogródka (Звенигородка)